# Ратовеј (Салаж)
Ратовеј (рум. Ratovei) насеље је у Румунији у округу Салаж у општини Валкау Де Жос. Oпштина се налази на надморској висини од 317 m.

## Становништво
Према подацима из 2002. године у насељу је живело 76 становника, од којих су сви румунске националности.